# Dick Harter
Richard Alvin Harter (Pottstown, Pennsylvania, 1930. október 14. – Hilton Head Island, Dél-Karolina, 2012. március 12.) amerikai kosárlabdaedző.

## Fiatalkora
A Pennsylvaniai Egyetemen kosárlabdázott. 1953-ban szerzett diplomát, majd a tengerészgyalogságnál szolgált, később pedig egy évre alma matere helyettes edzője lett. Három évig a Germantown Academy munkatársa volt, majd visszatért a Penn Quakershez.

## Pályafutása

### NCAA
1965-ben a Rider Broncs vezetőedzője lett, majd visszatért a Penn State-re. 1971 áprilisában öt szezonra az Oregon Ducks munkatársa lett.
Az 1970-es évek egyik legjobb védőedzőjeként tartják számon. 1978-ban újabb öt évre szerződött a Penn State-hez.

### NBA
Az 1982–83-as szezontól 1986-ig a Detroit Pistons, 1986-tól pedig az Indiana Pacers helyettes edzője volt. 1988-ban a Charlotte Hornets vezetőedzője lett, de az 1990-es szezon közepén a 8–32-es eredmény miatt kirúgták. 2004-ben a Philadelphia 76ers munkatársa lett, majd 2007-ben visszatért az Indiana Pacershez.

## Halála
2012. március 12-én, 81 éves korában hunyt el egy Hilton Head Island-i kórházban; halálának oka Steve Bilsky, a Penn State atlétikai igazgatója szerint rák.

## Eredményei vezetőedzőként

### NCAA
| Szezon                                                  | Eredmény                      | Eredmény                      | Helyezés                      | Továbbjutás                   |
| Szezon                                                  | Összesen                      | Konferencia                   | Helyezés                      | Továbbjutás                   |
| Rider Broncs (NCAA független)                           | Rider Broncs (NCAA független) | Rider Broncs (NCAA független) | Rider Broncs (NCAA független) | Rider Broncs (NCAA független) |
| ------------------------------------------------------- | ----------------------------- | ----------------------------- | ----------------------------- | ----------------------------- |
| 1965–66                                                 | 16–9                          | –                             | –                             | –                             |
| Eredmény:                                               | 16–9                          | –                             | –                             | –                             |
| Penn Quakers (Ivy League)                               |                               |                               |                               |                               |
| 1966–67                                                 | 11–14                         | 7–7                           | 4–4                           | –                             |
| 1967–68                                                 | 9–17                          | 4–10                          | T–6.                          | –                             |
| 1968–69                                                 | 15–10                         | 10–4                          | 3.                            | –                             |
| 1969–70                                                 | 25–2                          | 14–0                          | 1.                            | NCAA 1. kör                   |
| 1970–71                                                 | 28–1                          | 14–0                          | 1.                            | NCAA Elite Eight              |
| Eredmény:                                               | 88–44                         | 49–21                         | –                             | –                             |
| Oregon Ducks (Pacific-8 Conference)                     |                               |                               |                               |                               |
| 1971–72                                                 | 6–20                          | 0–14                          | 8.                            | –                             |
| 1972–73                                                 | 16–10                         | 8–6                           | 3.                            | –                             |
| 1973–74                                                 | 15–11                         | 9–5                           | 3.                            | –                             |
| 1974–75                                                 | 21–9                          | 6–8                           | T–5.                          | NIT 3. hely                   |
| 1975–76                                                 | 19–11                         | 10–4                          | T–2.                          | NIT elődöntő                  |
| 1976–77                                                 | 19–10                         | 9–5                           | 2.                            | NIT elődöntő                  |
| 1977–78                                                 | 16–11                         | 6–8                           | T–5.                          | –                             |
| Eredmény:                                               | 112–82                        | 48–50                         | –                             | –                             |
| Penn State Nittany Lions (Eastern Athletic Association) |                               |                               |                               |                               |
| 1978–79                                                 | 12–18                         | 4–6                           | 8.                            | –                             |
| Penn State Nittany Lions (NCAA független)               |                               |                               |                               |                               |
| 1979–80                                                 | 18–10                         | –                             | –                             | NIT 1. kör                    |
| 1980–81                                                 | 17–10                         | –                             | –                             | –                             |
| 1981–82                                                 | 15–12                         | –                             | –                             | –                             |
| Penn State Nittany Lions (Atlantic 10 Conference)       |                               |                               |                               |                               |
| 1982–83                                                 | 17–11                         | 9–5                           | 4.                            | –                             |
| Eredmény:                                               | 79–61                         | 13–11                         | –                             | –                             |
| Összesen:                                               | 295–196                       | –                             | –                             | –                             |
| Jelmagyarázat: Konferenciaszezon-bajnok                 |                               |                               |                               |                               |

### NBA
| Szezon    | Csapat            | J   | GY | V  | %    | Helyezés |
| --------- | ----------------- | --- | -- | -- | ---- | -------- |
| 1988–89   | Charlotte Hornets | 82  | 20 | 62 | .244 | 6.       |
| 1989–90   | Charlotte Hornets | 40  | 8  | 32 | .262 | kirúgva  |
| Összesen: | Összesen:         | 122 | 28 | 94 | .230 | –        |

## Fordítás
- Ez a szócikk részben vagy egészben  a   Dick Harter című angol Wikipédia-szócikk ezen változatának fordításán alapul.  Az eredeti cikk szerkesztőit annak laptörténete sorolja fel. Ez a jelzés csupán a megfogalmazás eredetét és a szerzői jogokat jelzi, nem szolgál a cikkben szereplő információk forrásmegjelöléseként.